# Ottelia cylindrica
Ottelia cylindrica är en dybladsväxtart som först beskrevs av Thore Christian Elias Fries, och fick sitt nu gällande namn av James Edgar Dandy. Ottelia cylindrica ingår i släktet Ottelia och familjen dybladsväxter. Inga underarter finns listade.